# Bataille de Pákozd
Révolution hongroise de 1848
La bataille de Pákozd (ou de Sukoró) est une bataille de la révolution hongroise de 1848 qui a lieu le 29 septembre 1848 dans le triangle entre Pákozd, Sukoró et Pátka.
C'est une des plus importantes batailles de cette révolution. Elle voit la victoire des Hongrois dirigés par le lieutenant-général János Móga contre les Croates dirigé par le ban Josip Jelačić.

## Contexte

### Politique hongroise de l'empire d'Autriche durant l'été 1848
La révolution de mars allemande, ou le Printemps des peuples de manière plus générale, a atteint l'empire des Habsbourg.
Les sentiments nationalistes et libéraux sont exaltés et conduisent à des émeutes voire à des insurrections dans les contrées de l'Empire habitées par d'autres peuples que les Allemands ainsi qu'à Vienne. En Italie, le prince Charles-Albert de Sardaigne, appelé par les Milanais, attaque les Autrichiens, déclenchant la première guerre d'indépendance italienne.
L'empire multinational des Habsbourg est composé de nombreux groupes ethniques voulant l'indépendance dont les Magyars.
L'existence de l'Empire est alors en danger, ses forces militaires devant lutter à la fois en Italie et en Hongrie. Les Autrichiens choisissent d'affronter en priorité les Sardes et de gagner du temps face aux Hongrois en leur faisant des concessions. Cette politique permet de retarder l'éclatement de la révolution hongroise jusqu'à l'été. Le général Joseph Radetzky de son côté vainc les Italiens à la bataille décisive de Custoza le 25 juillet 1848. Cela permet à l'Empire de concentrer ses forces contre les Hongrois.
Ces derniers manifestent toujours plus leur souhait d'indépendance. L'Empereur, tout comme ses soldats, plaide allégeance à la constitution de Hongrie : officiellement l'armée impériale de Hongrie est sous le commandement de Lázár Mészáros. Le gouvernement Batthyány prend de grandes précautions pour ne pas donner de prétexte aux Autrichiens pour attaquer. L'Empire chercherait en effet à imposer sa volonté par la force en cas de révolte.
Les ethnies autre que les Magyars vivant en Hongrie portent des réclamations au gouvernement hongrois, ce que ce dernier rejette. L'Empire voit alors une opportunité d'utiliser cette division interne, il commence donc à envoyer argent, armes et matériels militaires aux rebelles serbes et à l'armée de Jelačić qui se prépare à envahir la Hongrie.

### L'offensive de Jelačić
Jelačić est un fervent opposant de la révolution hongroise. À cause de son expérience militaire, Latour lui confie le commandement contre la Hongrie.
Le 10 juin, le gouvernement hongrois envoie une pétition en vain à l'Empereur pour relever Jelačić de ses fonctions. Celui-ci continue ses préparatifs et passe à l'attaque le 31 août avec l'occupation de Fiume.

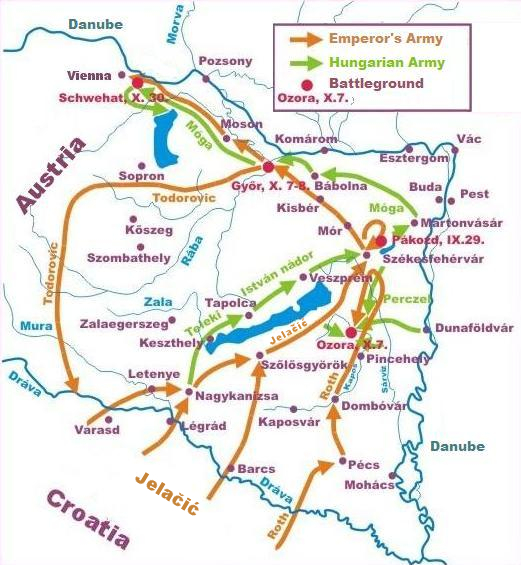
Chemin suivi par Jelačić

Le gouvernement hongrois tente alors d'éviter le conflit. Le premier ministre Lajos Batthyány et son ministre de la justice Ferenc Deák se rendent à Vienne fin août, afin de négocier avec l'Empereur. Celui-ci refuse de les recevoir et confirme Jelačić au poste de ban, c'est donc un camouflet politique pour Batthyány, qui démissionne en conséquence le 11 septembre. Le même jour, Jelačić franchit la rivière Drave avec environ 30 000 hommes.
Juste après sa traversée, Jelačić fait une déclaration officielle aux Hongrois où il affirme venir en tant que soldat de la dynastie des Habsbourg-Lorraine afin de mater la révolution naissante. Il affirme que son autorité provient de l'Empereur, mais ne peut le prouver aux officiers hongrois qu'il rencontre.
Ádám Teleky devient le nouveau commandant de la légion de la Drave. Leur situation est peu claire : leur allégeance à la constitution leur ordonne d'attaquer Jelačić. Toutefois leur crainte de l'armée impériale les dissuade de combattre. La légion se retire donc dans la direction de Székesfehérvár.
Les meneurs hongrois montrent leur opposition à cette retraite et relèvent de ses fonctions Teleki, le remplaçant, sur conseil de Batthyány, par Étienne de Habsbourg-Lorraine. Cette nomination d'un archiduc autrichien à leur tête renforce la détermination des soldats hongrois, qui passent à l'offensive. Le commandement des troupes hongroises invite Jelačić à une rencontre à Balatonszemes. L'archiduc occupe un rang supérieur à Jelačić dans la noblesse, il interprète donc le refus de ce dernier de venir à l'entrevue comme un signe qu'il est sous les ordres directs de l'Empereur. Il essaie par la suite de nouveau de contacter Jelačić sans plus de succès et quitte la Hongrie le 22 septembre.
Le gouvernement hongrois renforce de son côté l'armée hongroise. Le 13 septembre Batthyány déclare qu'une rébellion a éclaté en Transdanubie. Le 22 septembre Kossuth exempte les soldats hongrois se trouvant à l'étranger de revenir au pays. Le 24, il se rend dans la grande plaine pour recruter. Tous ces efforts sont couronnés de succès : fin septembre environ 16 000 soldats se préparent au combat dans les environs du lac de Velence.
Le 28 septembre l'armée hongroise tient une cour martiale à Sukoró. Lors de ce conseil, Móga affirme que l'armée hongroise combattrait si Jelačić l'attaquait. Cela se produit le lendemain matin.

## La bataille
Du côté des Hongrois l'armée est organisée comme suit :
- Le capitaine Joseph Kollmann commande les troupes
- Le flanc droit est commandé par le général Joseph von Milpökh et le général Ernő Kiss. Il est composé d'environ 3 000 hommes et une batterie d'artillerie.
- Le centre et le flanc gauche sont commandés par le général-major Franz Holtsche et le lieutenant-colonel Mihály Répássy. Il est constitué de 8 500 hommes et 3 quarts de batterie.
- La réserve est dirigée par le général Teleki. Elle a 4 000 hommes et 2 batteries.

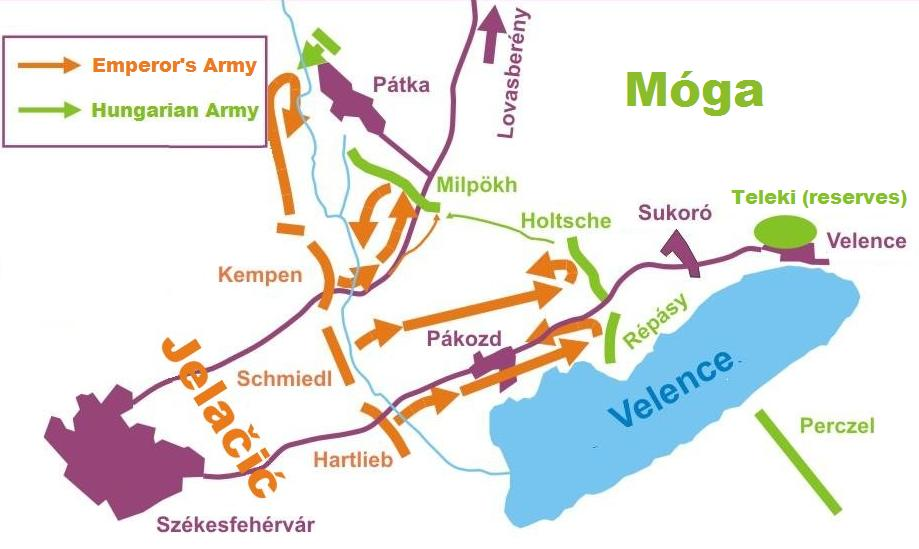
Bataille de Pákozd

L'Empereur ne donne pas d'ordre clair, l'armée autrichienne se divise alors en 2, la bataille se tient donc sur 2 fronts, chaque front étant convaincu de suivre les ordres impériaux. Le plan de Jelačić est de vaincre le flanc droit de l'armée hongroise avant de se concentrer sur le centre. Une charge finale sur l'ensemble de l'armée doit alors terminer le travail.
En fait, il commence par attaquer le centre et le flanc gauche, mais l'armée hongroise se défend avec succès. Il décide alors de battre en retraite sur les conseils de Kempen. L'artillerie combat encore dans la soirée, mais Jelačić a déjà commencé à retirer les troupes et demande un cessez-le-feu.

## Conséquences

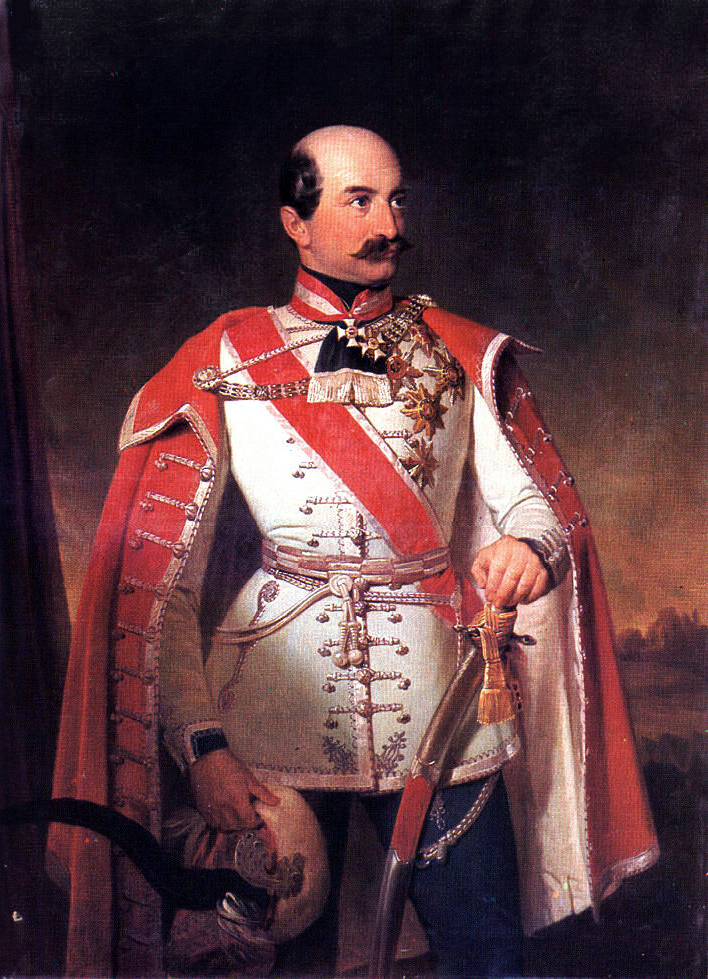
Maréchal et Baron Josip Jelačić de Bužim, Ban du royaume de Croatie

L'armée hongroise emporte donc une victoire contre Jelačić.
Móga ne parvient toutefois pas à profiter de la victoire. Il conclut avec Jelačić un cessez-le-feu de 3 minutes  et bat en retraite à Martonvásár. Ce dernier craignant la rébellion décide de retourner à Vienne.
Le 7 octobre, l'armée hongroise défait la réserve de Jelačić, et fait prisonniers les généraux Roth et Filipović.
La bataille en elle-même est une petite bataille parmi celles de la révolution, pourtant ses conséquences sont importantes dans le combat pour l'indépendance. Elle a notamment une portée symbolique importante sur le plan politique et moral pour l'armée hongroise. La nouvelle de cette bataille à Vienne est une des causes du déclenchement des émeutes d'octobre dans la capitale autrichienne.
Après la bataille les forces croates sont stationnées en Autriche. Le gouvernement local leur donne de nouvelles assignations mais pas les renforts promis.
Le fait que les Croates, une nationalité de l'Empire sous domination autrichienne donc, et son ban Jelačić, aient aidé les Autrichiens à vaincre la révolte en Hongrie est remarquable. Se seraient-ils ligués aux Hongrois contre l'Autriche, ils auraient pu y gagner leur indépendance ou du moins intégrer une grande Hongrie. Cette loyauté à la couronne impériale est donc un tournant pour l'histoire de la monarchie habsbourgeoise et un point ayant contribué fortement à la conservation de l'Empire. On peut penser qu'il l'a fait pensant que l'autonomie croate aurait été encore plus mise à mal dans une grande Hongrie que dans l'Empire. La Hongrie est dominé par les Magyars qui portent peu d'attention aux autres peuples. Le fait que le parlement hongrois ait attendu le 28 juillet 1849 pour accorder les mêmes droits aux autres peuples qu'aux Magyars en atteste[citation nécessaire].
Par ailleurs l'indépendance hongroise aurait signifié la séparation de la Dalmatie et Istrie qui seraient restés en Autriche.
Son intuition est confirmée en 1867, quand la Croatie est intégrée à la partie hongroise de la double monarchie d'Autriche-Hongrie. Une campagne d'intégration linguistique est alors lancée par les Hongrois[citation nécessaire].
En Hongrie le 29 septembre devient par la suite la journée de la Défense nationale (hongrois : a honvédség napja).
En 1991, ce jour est déplacé au 21 mai, en mémoire du 21 mai 1849 lorsque Buda a été reprise (en) aux Autrichiens.

## Sources
- (hu) István Nemeskürty, 1848––49 – Kik érted haltak szent világszabadság .. [« 1848–49 – "Ceux qui sont morts pour toi, sainte liberté universelle" »] (ISBN 963-434-332-5) [Note : le titre est le dernier vers du poème de Petőfi de 1846 Egy gondolat bánt engemet]
- (hu) Magyarország hadtörténete két kötetben [« Histoire militaire de la Hongrie, en deux tomes »] (ISBN 963-326-332-8)
- (hu) Róbert Hermann, A szabadságharc hadserege [« L'armée de la Lutte d'indépendance »], Rubicon, mai 1995
- (hu) Pál Földi, Ezer év csatái – Kis magyar hadtörténelem [« Mille ans de batailles – Courte histoire militaire hongroise »] (ISBN 963-9189-01-4)